# Космос-2193
Космос-2193 је један од преко 2400 совјетских вјештачких сателита лансираних у оквиру програма Космос.
Космос-2193 је лансиран са космодрома Плесецк, Русија, 3. јуна 1992. Ракета-носач Космос је поставила сателит у орбиту око планете Земље. Маса сателита при лансирању је износила 45 килограма. Космос-2193 је био комуникациони сателит.